# 隆背哲蟹
隆背哲蟹（學名：Menippe mercenaria）又称佛州岩蟹，在北美洲的華人社群普遍直接稱呼作「石頭蟹」，是一種棲息於西北大西洋的酋婦蟹總科哲蟹科蟹種，見於北起美國的康湼狄格州、南至德薩斯州整個美國東岸，然後還有墨西哥灣、 古巴、巴哈馬群島，到伯利茲都見其踪影，並不只限於佛羅里達州。此外，在南卡羅來納州和喬治亞州的鹽沼也是其棲息地。在這些地區，石頭蟹都有被捕捉以作食用。與隆背哲蟹密切相關的物種西海灣哲蟹（Menippe adina）有時會被認為是本物種的亞種：這兩個物種不單可以雜交，形成雜交種，在商業捕漁也被認為是同一物種。據估計，這兩種物種在大約300萬年前開始分歧。

## 型態描述
本物種的頭胸甲寬5至6.5英寸（130至170）。

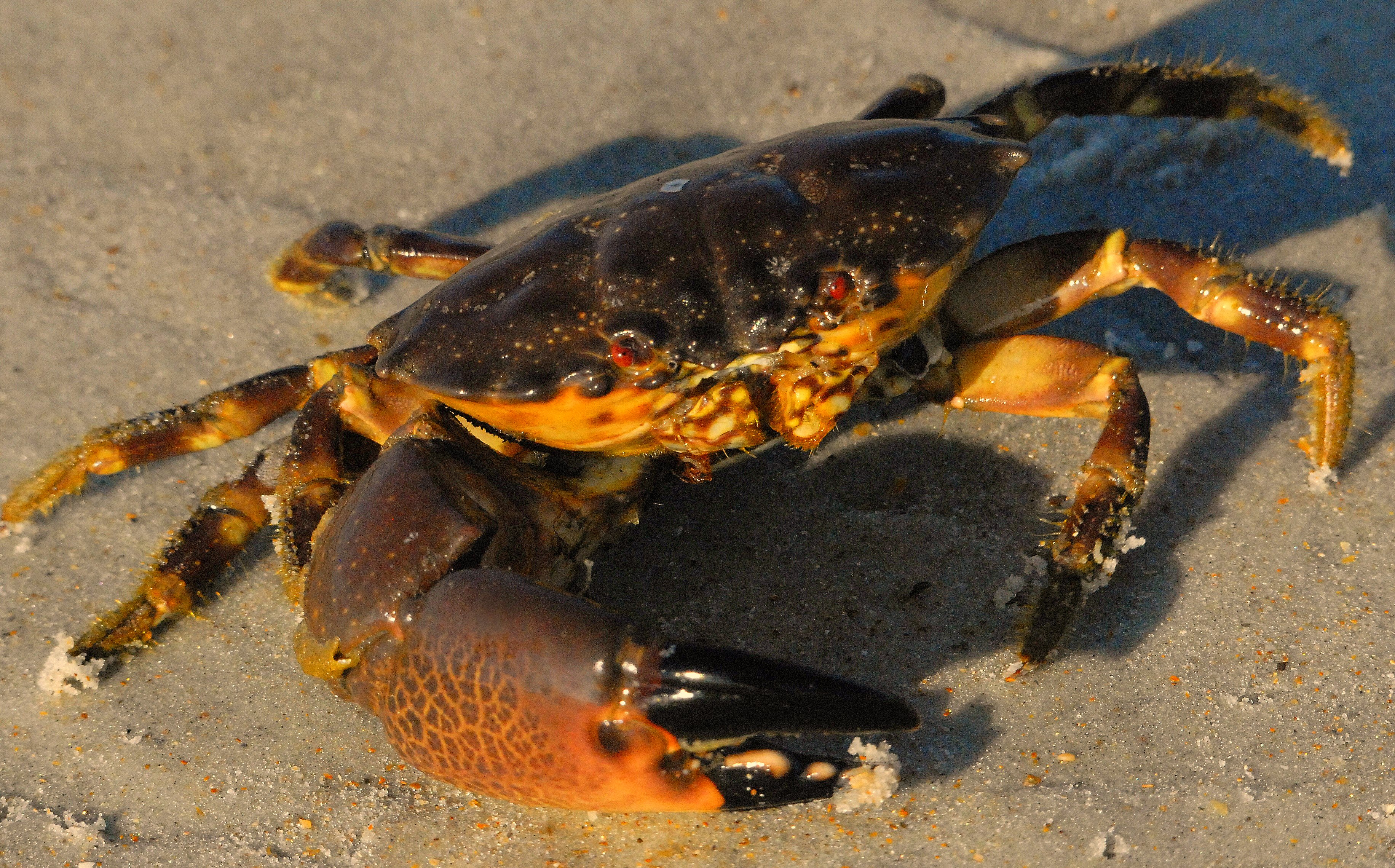
一隻幼年個體

棕紅色，帶灰色斑點，殼底棕褐色；兩邊螯大小不一，但螯尖黑色。除了螃蟹通常表現出的两性异形差異，雌蟹的頭胸甲較同年齡的雄蟹為大，但雄蟹的螯卻比同年齡的雌為大。

## 食性
隆背哲蟹喜食牡犡及其他小型的軟體動物、多毛綱物種或其他甲殼類動物。偶爾亦會吃海草和腐肉。
會捕食隆背哲蟹的物種有：天王赤旋螺、石斑魚、海龜、海鱺科物種、章魚和人類。

## 棲息地
隆背哲蟹一般會在水深有一英尺五英尺的碼頭樁柱鑽挖出半英尺三英尺深的洞穴來生活。這些洞穴開口的周邊常散落一些貝殼：這些貝殼是隆背哲蟹用來挖洞用的。

## 繁殖
雌蟹於兩歲時達到性成熟。蟹的繁殖季節延續整個春季和夏季，雌蟹這時最多會誕下近百萬顆卵子。其幼體在成長成為幼蟹之前，會經歷六個成長階段，為時約四星期。蟹的壽命只有七到八年。
雄蟹在與雌蟹交配之前，須等待雌蟹脱去其外骨骼。交配後，雄蟹會在雌蟹旁守衛數小時至數日，以避免脱皮後的雌蟹受襲。在每個交配季節，雌蟹會產卵匹到六次。

## 參看
- 拔蟹钳[6]

## 外部連結
- Stone Crabs （页面存档备份，存于）, Fish and Wildlife Research Institute, Florida Fish and Wildlife Conservation Commission.
- Nicolaas Mink. . Gastronomica. 2006, 6 (4): 32–43. doi:10.1525/gfc.2006.6.4.32.